# 1267
Évszázadok: 12. század – 13. század – 14. század
Évtizedek: 1210-es évek – 1220-as évek – 1230-as évek – 1240-es évek – 1250-es évek – 1260-as évek – 1270-es évek – 1280-as évek – 1290-es évek – 1300-as évek – 1310-es évek
Évek: 1262 – 1263 – 1264 – 1265 –  1266 – 1267 – 1268 – 1269 – 1270 – 1271 – 1272

## Események
- ősz – IV. Béla király kiadja dekrétumát, mely az Aranybulla megújítása. (Ebben megerősíti a nemesek jogait és először ismeri el a nemesi megyét, azonban nem biztosítja őket a bárói hatalom ellen.)[1]
- az év folyamán –
  - Roger Bacon megírja Opus Majus című művét.
  - Kubiláj kán Pekinget építi ki birodalmának fővárosává.
  - I. Geórgiosz trapezunti császár trónra lépése. (1280-ig uralkodik.)

## Születések
- Giotto di Bondone, itáliai festő, szobrász, építész